# تشي! (فلم)
تشي! (بالإنجليزية:Che!) فيلم سينمائي أمريكي سنة 1969م من قبل شركة فوكس للأفلام، والذي مثل عمر الشريف بدور تشي جيفارا، القائد الثوري.

## قصة الفيلم
يحكي الفيلم عن القائد الثوري تشي جيفارا (عمر الشريف) بجانب فيدل كاسترو (جاك بالانس) والذان شاركا في حرب العصابات الكوبية في أواخر عام 1950م، والذي أعجب فيدل كاسترو لصديقه تشي واستخدامه للتكتيك العسكري وجعله المستشار الشخصي للرئيس.
عندما يتراجع فيدل كاسترو من خلال أزمة الصواريخ السوفيتية، اضطر جيفارا مغادرة كوبا وأعلن أن كاسترو كان مجرد أداة سوفيتية، وكان يعد بالانتقام من الإمبريالية الأمريكية، ودعا جيفارا أتباعه إلى الثورة والحد من الهيمنة الأمريكية في جميع أنحاء العالم.
حارب جيفارا ضد الجيش البوليفي في جمهورية بوليفيا، إلا أن الجيش ألقي القبض عليه، ومن تم تنفيذ حكم الإعدام من قبل الجيش البوليفي.

## وصلات خارجية
- مقالات تستعمل روابط فنية بلا صلة مع ويكي بيانات
- Che! trailer at Amazon